# Catherine Bauer Wurster
Catherine Bauer Wurster  (* 11. Mai 1905 in Elizabeth, New Jersey; † 21. November 1964 am Mount Tamalpais, Kalifornien) war eine US-amerikanische Stadtplanerin, Hochschullehrerin für Stadtplanung und Stadtgestaltung und Advokatin des öffentlichen Wohnungsbaus unter anderem für die Regierung. Als führendes Mitglied der Housers, einer Gruppe von Planern, die sich für erschwinglichen Wohnraum für einkommensschwache Familien einsetzten, veränderte sie die Praxis und das Recht des sozialen Wohnungsbaus in den Vereinigten Staaten grundlegend. Wursters einflussreiches Buch Modern Housing aus dem Jahr 1934 gilt als Klassiker auf diesem Gebiet.

## Leben
Catherine Krouse Bauer wurde als Tochter von Alberta Krouse Bauer, einer Hausfrau, und Jacob Bauer, einem Straßenbauingenieur des Staates New Jersey geboren. Ihre jüngere Schwester war Elizabeth Bauer Mock, Direktorin des Department of Architecture and Design am Museum of Modern Art (MoMA), und ihr jüngerer Bruder war Jacob Louis Bauer, ein Ingenieur.
Bauer absolvierte ihre Schulausbildung an der Vail-Deane School in ihrer Heimatstadt. Sie besuchte zunächst das Vassar College, verbrachte ein Jahr als Architekturstudentin an der Cornell University und wechselte dann zurück an das Vassar College, wo sie 1926 ihren Bachelor-Abschluss erhielt. In den Jahren 1926–1927 verbrachte Bauer einige Zeit in Paris, wo sie sich mit Fernand Léger, Man Ray und Sylvia Beach anfreundete. Inspiriert von der städtebaulichen Vision des französischen Architekten Le Corbusier, veröffentlichte Bauer einen Artikel über dessen Arbeiterwohnungen in einem Pariser Vorort.
Nach ihrer Rückkehr nach New York City im Jahr 1927 arbeitete Bauer bei verschiedenen Verlagen und arbeitete schließlich ab den späten 1920er Jahren mit dem amerikanischen Stadtkritiker Lewis Mumford zusammen. Auf sein Drängen hin beschäftigte sie sich mit den Architekten des Wandels im Europa der Nachkriegszeit, darunter Ernst May, André Lurçat und Walter Gropius. Überzeugt davon, dass ein guter sozialer Wohnungsbau eine gute Sozialstruktur hervorbringen könnte, und bewegt von den sichtbaren Verwüstungen der Great Depression, wurde sie zu einer leidenschaftlichen Anführerin im Kampf um Wohnraum für die Armen. Sie nahm 1934 eine Ernennung durch die American Federation of Labor (AFL) zum Executive Director der neuen Labor Housing Conference mit Sitz in Philadelphia an. Ihr Buch Modern Housing (1934) beschrieb die Errungenschaften des Wohnungsbaus, die Bauer in Europa beobachtet hatte, und zog Lehren für die Vereinigten Staaten, die die Aufmerksamkeit der politischen Entscheidungsträger des New Deal auf sich zogen, die die Wirtschaft durch den Wohnungsbau ankurbeln wollten. 1936 erhielt sie ein Guggenheim-Stipendium, um das Wohnungswesen in Europa und der UdSSR zu studieren.
Bauer war die Hauptautorin des Housing Act von 1937 und beriet fünf Präsidenten in Fragen des Wohnungsbaus und der Stadtplanung. Nach der Verabschiedung des Housing Act von 1937 wurde sie zur Direktorin für Information und Forschung für die neu gegründete United States Housing Authority ernannt, einer Bundesbehörde des Innenministeriums im Rahmen des New Deal. In den 1930er bis 1960er Jahren war sie als Beraterin für nationale, staatliche und lokale Wohnungs- und Planungsbehörden tätig, darunter die Federal Housing Administration, die Housing and Home Finance Agency und die California Housing and Planning Association. Bauer war maßgeblich an der Erstellung des einflussreichen Dokumentarfilms The City beteiligt, der auf der New Yorker Weltausstellung 1939 gezeigt wurde.
1940 nahm Bauer eine Stelle als Gastdozentin an der School of Social Welfare der University of California, Berkeley an. In den 1940er-1950er Jahren hielt sie Vorlesungen und leitete Seminare an der Harvard University, der Cornell University, dem Mills College und der University of Wisconsin. 1950 wechselte sie an die Fakultät für Architektur der University of California, Berkeley.
Sie heiratete den Architekten William Wurster aus der Gegend von San Francisco, den sie 1940 während ihrer Lehrtätigkeit in Berkeley kennengelernt hatte. Das Paar hatte eine Tochter. Bauer Wurster und ihr Mann widerstanden beide den Vorwürfen der Illoyalität durch das Tenney Committee während der McCarthy-Ära der 1950er Jahre. Bauer Wurster trug zur Gründung des UC Berkeley College of Environmental Design der University of California, Berkeley bei und war auch an der Gründung der progressiven Architekturforschungsgruppe Telesis beteiligt.
Sie starb bei einem Sturz während einer Solo-Wanderung auf dem Mount Tamalpais, Marin County, Kalifornien, am 21. November 1964.
Eine Büste von Catherine Bauer Wurster befindet sich in der Environmental Design Library in der Wurster Hall der University of California, Berkeley. Eine Oscar Stonorov-Büste von Wurster schmückt die Hauptlobby des Robert C. Weaver Federal Building in Washington, D.C. Der Catherine Bauer Wurster Award for Social Practice des UC Berkeley College of Environmental Design wurde ins Leben gerufen, um Alumni zu würdigen, die bedeutende Beiträge in ihren Berufen geleistet haben.
Ihr wissenschaftlicher Nachlass befindet sich in der Bancroft Library der University of California, Berkeley.

## Wesentliche Werke
- Catherine Bauer: Modern Housing. Riverside Press, Cambridge 1934.
- Catherine Bauer Wurster: The Social Front of Modern Architecture in the 1930s. In: Journal of the Society of Architectural Historians. Band 24, Nr. 1, März 1965, S. 48–52, doi:10.2307/988280, JSTOR:988280.